# Янченки
Янченки (укр. Янченки) — село, Вороновский сельский совет,
Белопольский район, Сумская область, Украина.
Код КОАТУУ — 5920682205. Население по переписи 2001 года составляло 208 человек.

## Географическое положение
Село Янченки находится у истоков безымянного пересыхающего ручья, который через 2,5 км впадает в реку Вир.
На расстоянии до 1,5 км расположены город Белополье, сёла Цимбаловка и Вороновка.
Рядом проходят автомобильная дорога Т-1918 и железная дорога, ближайшие станции Балеполье и Торохтяный.

## Экономика
- В селе имеется молочно-товарная ферма.